# Space Invaders '95 - The Attack of Lunar Loonies
Space Invaders '95 - The Attack of Lunar Loonies conocido en Japón como Akkanvader, es el octavo juego de las máquinas recreativas de la serie Space Invaders, y fue desarrollado y publicado por Taito en junio de 1995 solo en Japón.
- Datos: Q11257624